# Kostieriowo
Kostieriowo (ros. Костерёво) – miasto w Rosji, w obwodzie włodzimierskim, 52 km na zachód od Włodzimierza. W 2006 liczyło 9 153 mieszkańców.
Znajduje tu się stacja kolejowa Kostieriowo, położona na nowym szlaku Kolei Transsyberyjskiej.